# Guntmadingen

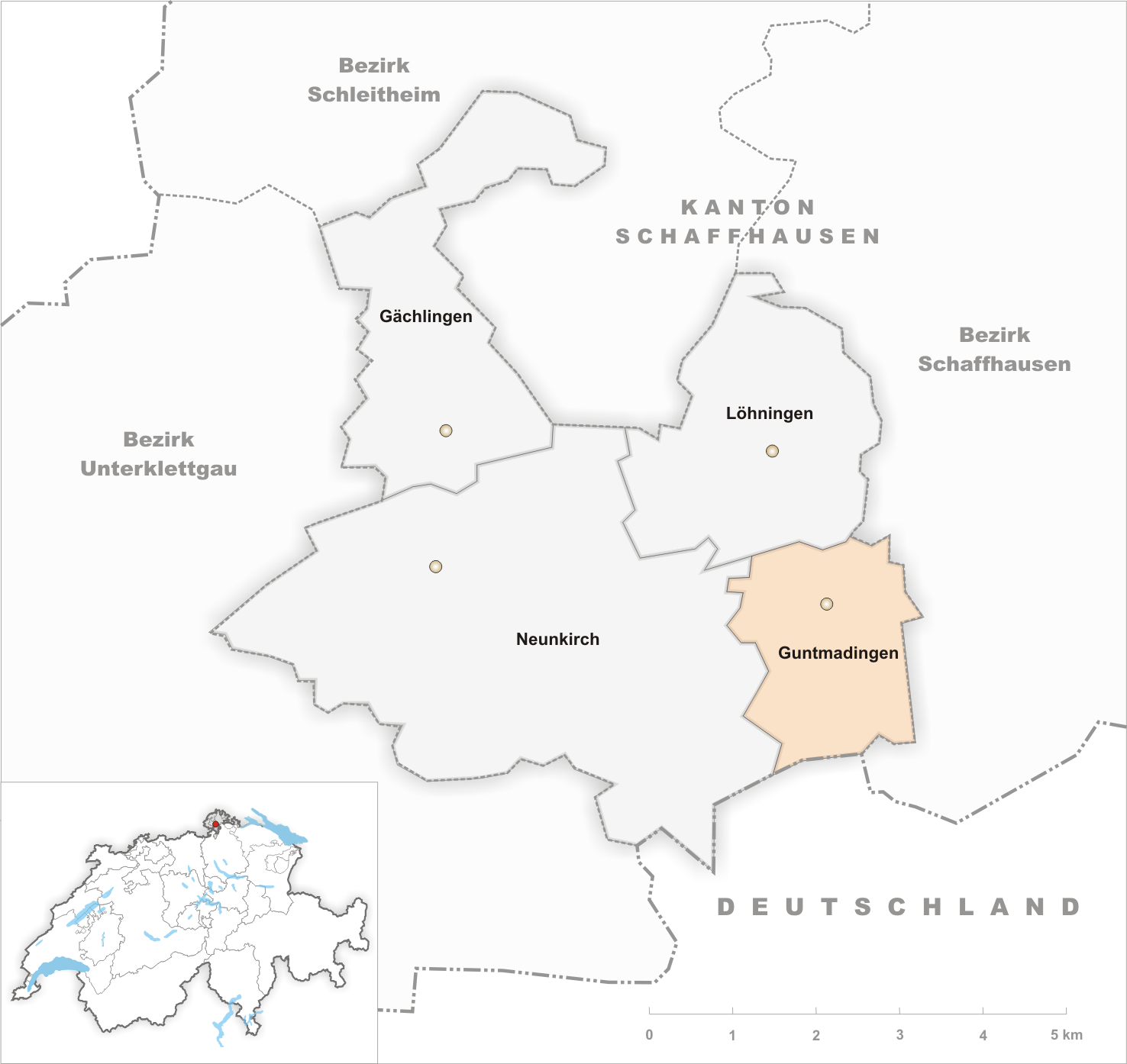
Gemeindestand vor der Fusion am 1. Januar 2013

Guntmadingen ist ein Ortsteil der Gemeinde Beringen im Schweizer Kanton Schaffhausen. Bis Ende 2012 bildete sie eine selbständige politische Gemeinde.

## Geographie
Guntmadingen liegt im Schaffhauser Klettgau und hat eine gemeinsame Grenze mit dem deutschen Jestetten.

Historisches Luftbild von Werner Friedli von 1964

## Politik
Hans Schwaninger war Gemeindepräsident in den letzten Jahren der Gemeinde Guntmadingen (Stand 2012).

## Wappen
Blasonierung
Gespalten von rot mit weisser Taube, ein grünes Blatt im Schnabel haltend, über schwarzem Krückenkreuz und von grün mit gelbem Garbenbündel aus fünf stilisierten Ähren.
Das erste Siegel von Guntmadingen von 1840 zeigt eine mit der Spitze nach unten gekehrte Pflugschare als Symbol für das Bauerntum. Bei der Bereinigung des Wappens bestand der Vorschlag, jenes von den Herren Radegg als Reminiszenz an die früheren Besitzer zu wählen, was aber keinen Anklang fand. Gewählt wurde stattdessen ein zweigeteiltes Wappen mit einem Garbenbündel, als Hinweis auf die in Guntmadingen so beliebten Getreidepuppen, und dem Wappen des Heiliggeistspitales zu Schaffhausen, das grosse Ländereien in Guntmadingen besass.

## Kultur und Sehenswürdigkeiten
- Karrengleise, die durch den Bohnerzabbau zwischen 1678 und 1850 entstanden.
- Schweizer Pflugmuseum, das grösste seiner Art in der Schweiz

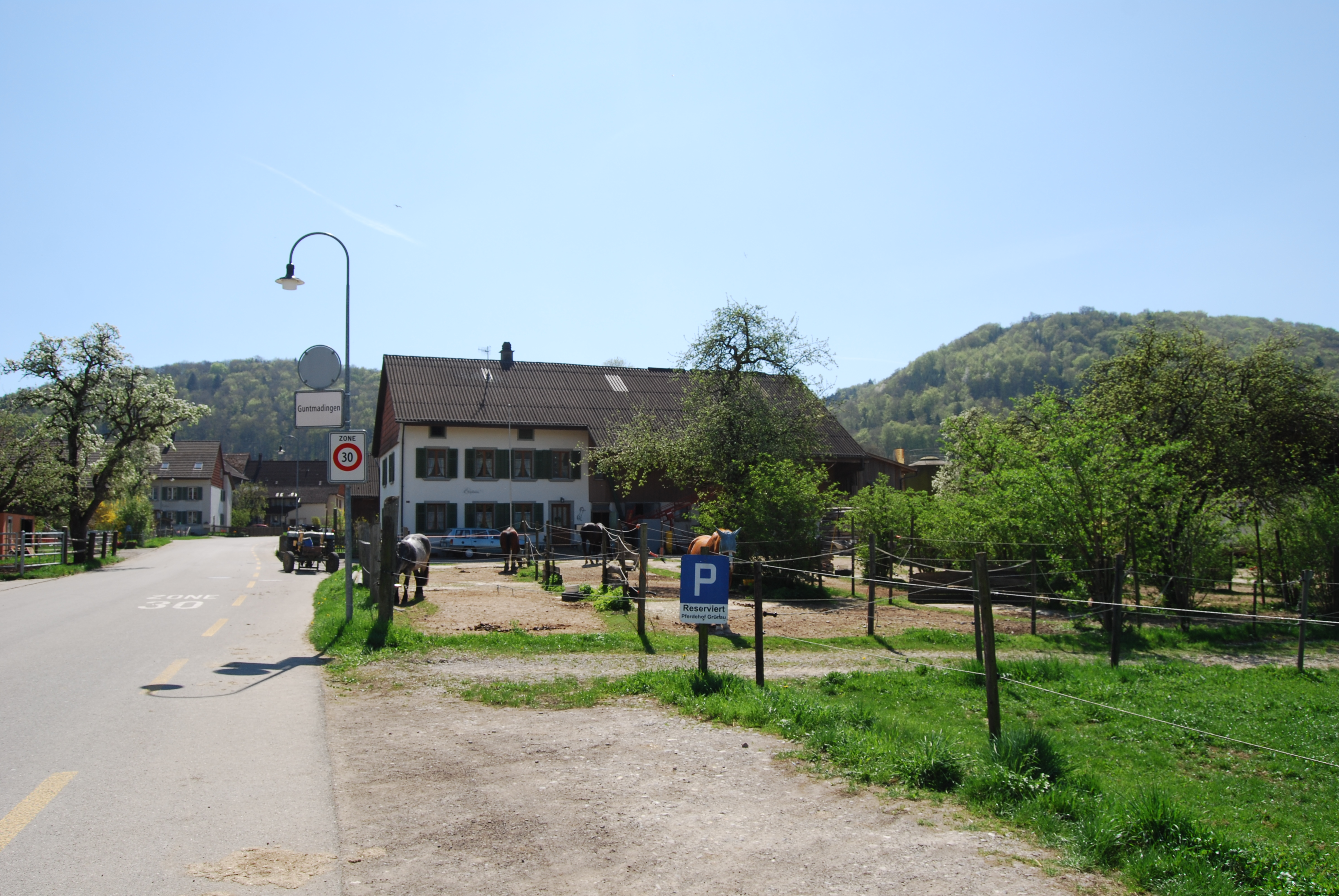
Dorfeingang von Guntmadingen
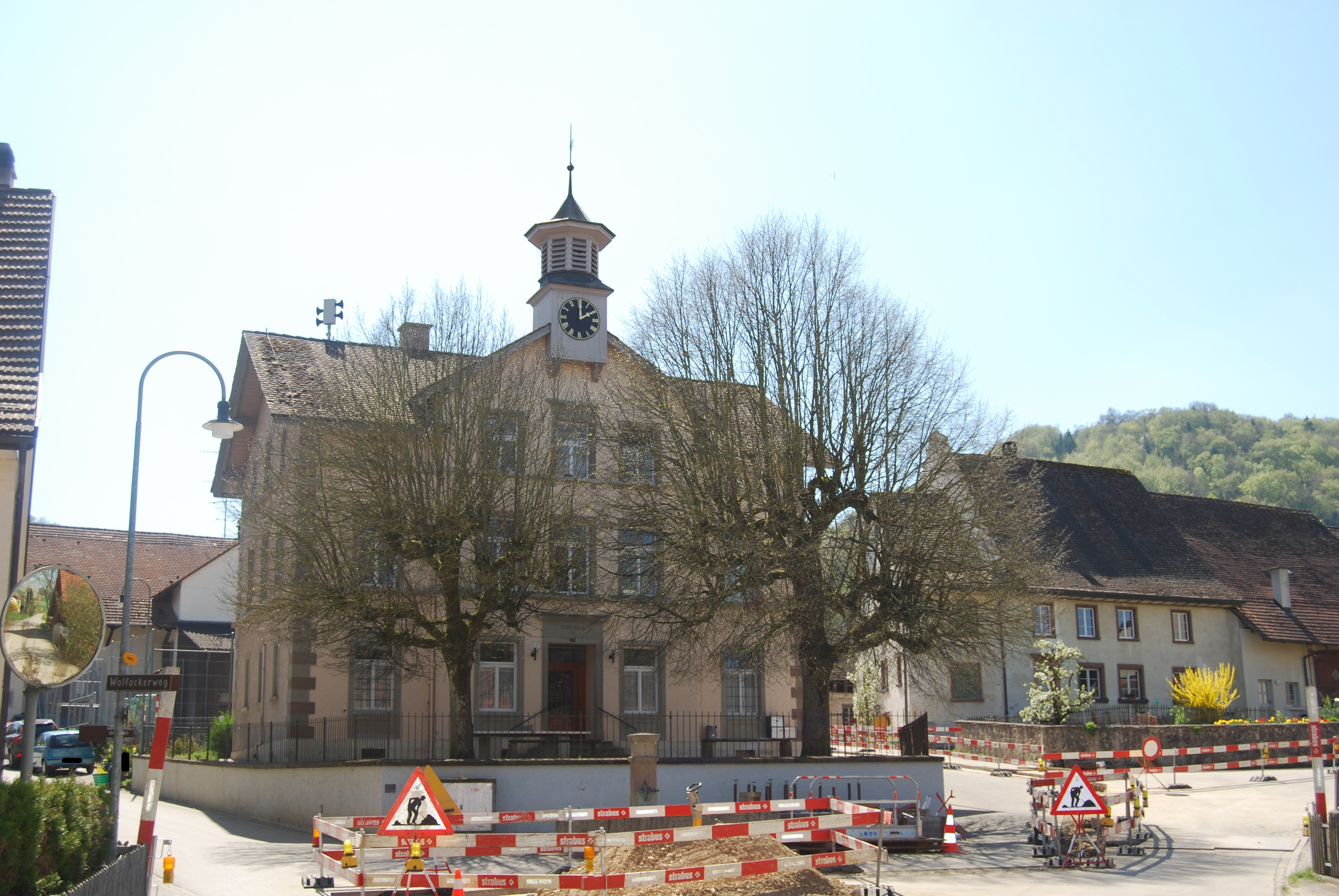
Schule von Guntmadingen
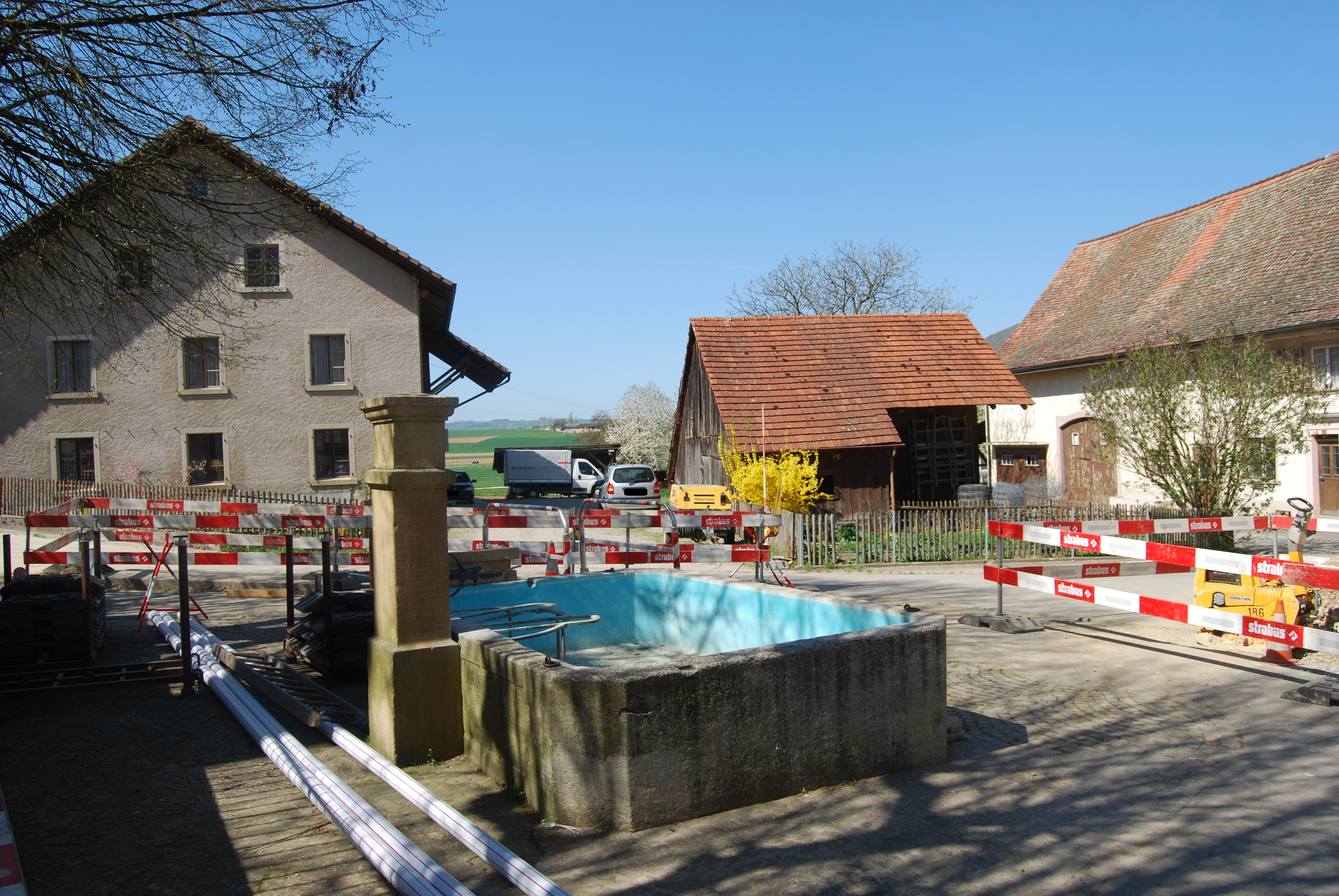
Dorfbrunnen
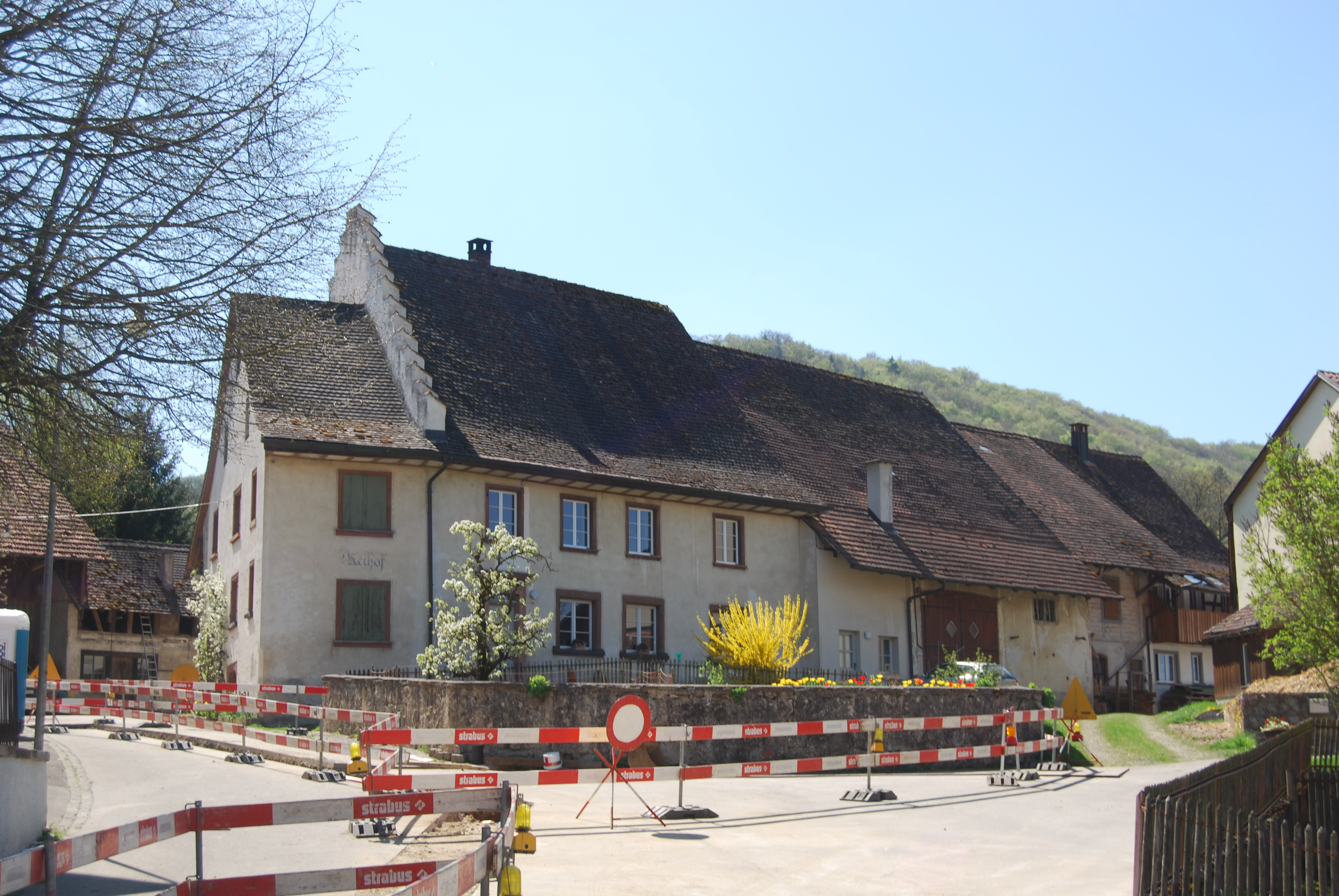
Wohnhaus im Zentrum von Guntmadingen

## Persönlichkeiten
- Karl Stoll (1869–1924), Gewerkschaftsfunktionär und Nationalrat